# Nicholas Wotton
Nicholas Wotton, född omkring 1497, död den 26 januari 1567 i London, var en engelsk diplomat. Han var sonsons son till Nicholas Wotton (1372–1448), som var klädeshandlare och Lord Mayor i London, och bror till sir Edward Wotton.
Wotton blev efter i Italien avlagd teologie och juris doktorsgrad präst och anlitades av Henrik VIII 1539 för förhandlingarna om kungens giftermål med Anna av Kleve samt på 1540-talet i beskickningar till Karl V och franska hovet. Han blev domprost 1541 i Canterbury och 1544 i York, 1546 rådsmedlem och var 1549–1550 statssekreterare, förhandlade 1553–1559 i Frankrike och deltog sistnämnda år i avslutandet av fredsfördraget i Le Cateau-Cambrésis. Verner Söderberg skriver i Nordisk familjebok: "W. var en af Tudor-tidens skickligaste engelska diplomater, lika klok och erfaren som ihärdig".